# حصان ليوناردو

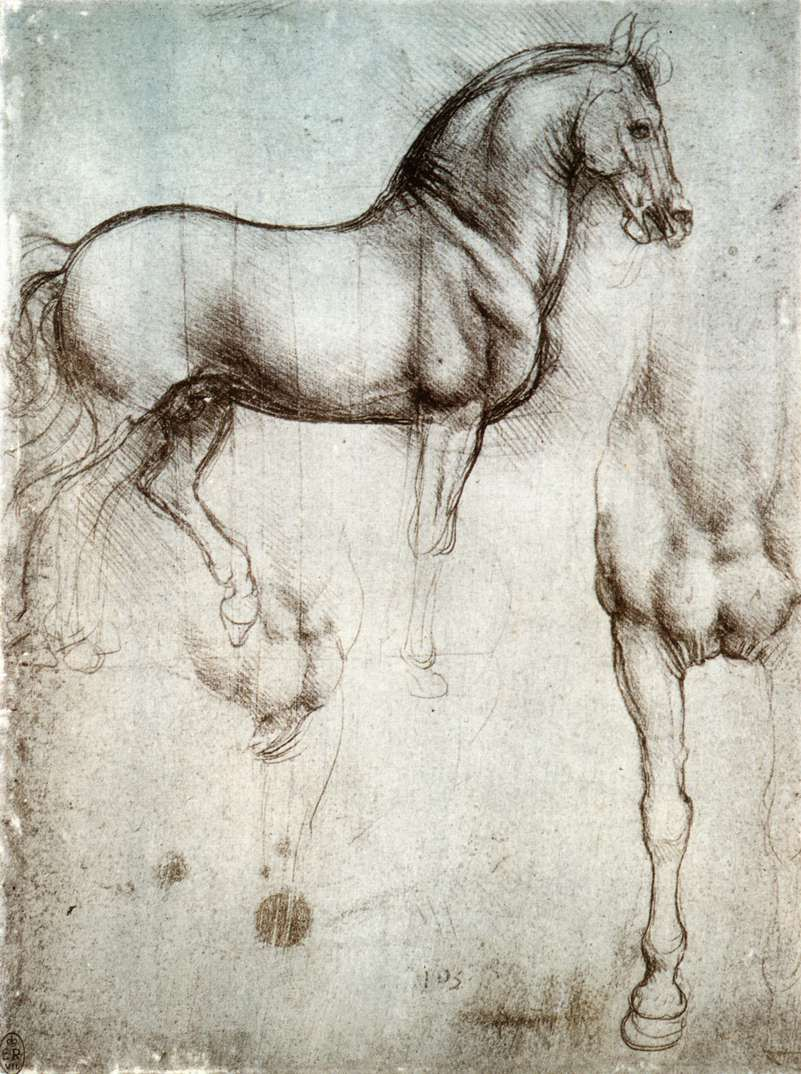
دراسة دافنشي للأحصنة

حصان ليوناردو هو تمثال لم ينته العمل به أبداً من قبل ليوناردو دا فنشي حيث أتم صنع نموذج طيني منه. منذ السبعينات تم إنشاء نسختين منه.